# Holmul
Holmul é um sítio arqueológico pré-colombiano da Civilização maia localizada na região nordeste da Bacia de Petén, na Guatemala, perto da fronteira moderna com Belize.

## Localização
Apesar de seu tamanho relativamente modesto, Holmul era importante para as dinastias Tikal e Kaanul (Kan/"Serpente").
De acordo com o arqueólogo Francisco Estrada-Belli, Holmul ocupou uma posição estratégica para ambos os reinos. Holmul estava ao longo da melhor rota leste-oeste entre Tikal e a costa. E também estava na rota norte-sul entre a capital Kaanul, Dzibanche, e as Terras altas da Guatemala. Esta última rota não passava pelo território Tikal, e foi muito importante para o comércio, por causa dos materiais estratégicos que poderiam ser importados de lá. 

## Pesquisa arqueológica
O local foi visitado pela primeira vez por uma equipe de pesquisa arqueológica em 1911, liderada pelo arqueólogo da Universidade de Harvard Raymond Merwin. O trabalho inicial de Merwin em Holmul (posteriormente expandido por George Clapp Vaillant) produziu a primeira sequência estratigráfica de cerâmica a ser definida em um local na região Maia.  No entanto, os resultados desta expedição no Museu Peabody não foram publicadas formalmente até cerca de vinte anos depois, e posteriormente o local permaneceu relativamente pouco estudado. Escavações e pesquisas em Holmul foram retomadas somente após 2000, quando um grupo arqueológico da Universidade de Boston, organizado pelo Dr. Francisco Estrada Belli, iniciou a explorar o local.  Pouco depois este projeto recebeu financiamento da Universidade Vanderbilt, até 2008,  quando depois a Universidade de Boston assumiu o financiamento da exploração novamente.

## História
Holmul, iniciou sua ocupação por volta de 800 a.C. e foi abandonada por volta de 900 d.C. na época do  colapso clássico maia. Isso fez da cidade uma das mais antigas ocupadas pelos Maias. Holmul atingiu o auge de seu poder entre 750 d.C. e 900 d.C. onde obteve uma influência social considerável sobre as muitas comunidades localizadas ao seu redor. A região influenciada por Holmul é às vezes referida como Domínio Holmul.
Um sítio arqueológico localizado perto de Holmul, chamado La Sufricaya, inclui murais pintados que parecem sugerir algum grau de envolvimento estrangeiro no Domínio Holmul. Os estrangeiros na região podem ter sido de Teotihuacan, ou possivelmente de Tikal. Isso poderia ter implicações drásticas para a compreensão tradicional da relação entre os maias e o povo de Teotihuacan, especialmente entre os anos 300 - 550 d.C.
Em 2013, um prédio de cerca de 600 d.C. foi descoberto com um grande friso de estuque mostrando um núcleo central ladeados por dois outros. No friso existe uma longa inscrição na construção (que forma um tumulo em escadaria) encomendada pelo rei Ajwosaj de Naranjo, uma cidade as margens do Rio Holmul. Naranjo era subordinada à dinastia Kaan(ul/al) de Dzibanche e Calakmul,  esse último reino era um dos principais rivais de Tikal.
Como Holmul foi reconhecida como uma das últimas cidades maias a serem abandonadas, arqueólogos estão interessados em estudar os muros construídos ao redor da cidade durante seus últimos anos de habitação. Paredes também existem ao redor de outra cidade no Domínio holmul, chamada Cival, e poderiam sugerir a possibilidade de um cerco final perto da época do colapso das duas cidades, embora as implicações reais das estruturas sejam desconhecidas.

## Estilo cerâmico de holmul
O nome de Holmul também faz menção a um estilo de arte cerâmica clássico associado à região mais ampla de Holmul-Naranjo, e caracterizado por uma paleta vermelha e laranja em um fundo creme; seu tema predominante é o do chamado dançarino Holmul, o Deus do Milho Maia, mostrado como um dançarino com um traje cerimonial. 